# رابطة كرة القدم الأمريكية 1933–34
رابطة كرة القدم الأمريكية 1933–34 هو موسم من دوري كرة القدم الأمريكية ‏. فاز فيه Kearny Celtic ‏.